# Vatel
Vatel – francusko–brytyjsko–belgijski dramat z 2000 roku.

## Główne role
- Gérard Depardieu – François Vatel
- Uma Thurman – Anne de Montausier
- Tim Roth – Markiz de Lauzun
- Julian Glover– Książę de Conde
- Julian Sands – Król Ludwik XIV
- Jérôme Pradon – Markiz d'Effiat
- Richard Griffiths – dr Bourdelot
- Arielle Dombasle – księżniczka de Conde

## Fabuła
Kwiecień 1671 roku, dwór księcia de Conde. Podstarzały książę de Conde popadł w finansowe długi. Chcąc wkupić się w łaskę króla (i licząc na powierzenie sobie roli przywódcy nowej kampanii wojskowej przeciwko Holendrom), książę rozkazuje swojemu zarządcy François Vatelowi zorganizowanie uczty, na której gośćmi będą wszyscy arystokraci Wersalu. Ma ona trwać trzy dni i zrobić wielkie wrażenie na gościach.